# جامعة أوهايو وسلين

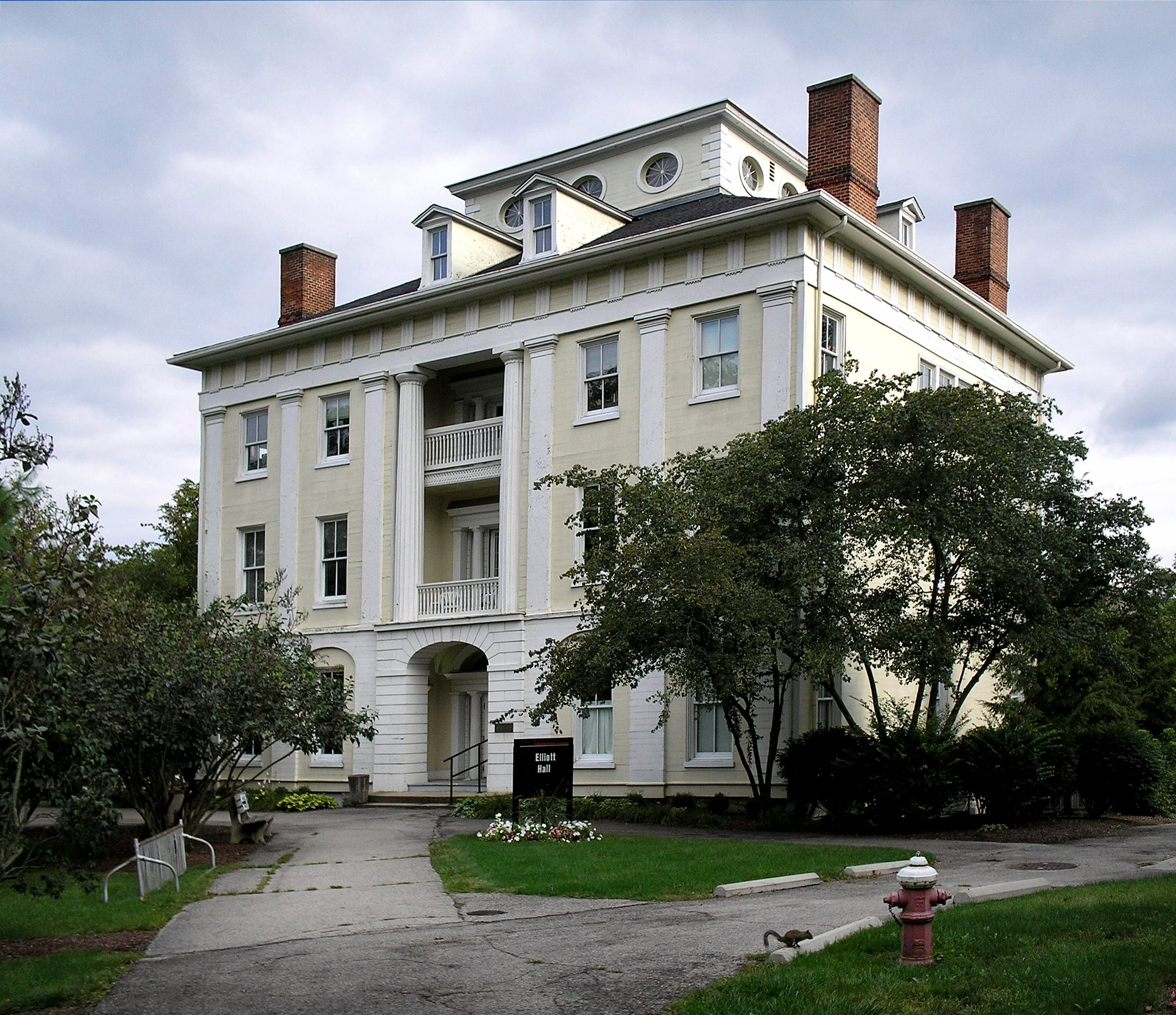
أول معهد بني في الجامعة

جامعة أوهايو وسلين، جامعة خاصة تقع في ديلاواير، أوهايو (26000 نسمة). نتيجة لما حققته الجامعة الأهلية من آمال كبار عبرت عن تطلعات فقد فكرت الحكومة في عام 1842 في إنشاء جامعة حكومية.

## نظام الدراسة لمرحلة الليسانس والبكالوريوس
يشترط في التحاق الطالب بالمرحلة الأولى للجامعة عدة شروط:
أن يكون حاصلا على شهادة إتمام الدراسة الثانوية العامة أو ما يعادلها ويكون القبول بترتيب درجات النجاح مع مراعاة التوزيع الجغرافى وفقا لما يقره المجلس الأعلى للجامعات بعد أخذ رأى مجلس الجامعات ومجالس الكليات.